# Day Tripper
Day Tripper – piosenka brytyjskiego zespołu The Beatles, wydana jako singiel (tzw. podwójna strona A) wspólnie z „We Can Work It Out” w 1965 roku . Oba utwory zostały zarejestrowane podczas sesji nagraniowych do albumu Rubber Soul. Singiel znalazł się na 1. miejscu brytyjskiej listy UK Singles Chart, a w amerykańskim zestawieniu „Billboard” Hot 100 zajął on, w styczniu 1966 roku,  5. pozycję .

## Kompozycja
Chcąc zdążyć z wydaniem nowego singla przed Bożym Narodzeniem , John Lennon napisał muzykę i większość tekstu, który następnie dopracował Paul McCartney. „Day Tripper” (dosłownie: turysta odwiedzający jakąś atrakcję turystyczną i wracający do domu jeszcze tego samego dnia) to typowa dla twórczości Lennona gra słów:

Day trippers to ludzie wyruszający w jednodniową podróż, tak? Zwykle promem, czy czymś. Ale [piosenka] była takim… jesteś tylko weekendowym hippisem. Łapiesz?

W tym samym wywiadzie Lennon powiedział:

To moja [piosenka]. Razem z krótkimi motywami, z urwaną gitarą, całość.

Jednak w 1970 roku w wywiadzie dla amerykańskiego czasopisma „Rolling Stone”, Lennon wykorzystał piosenkę jako przykład twórczej współpracy z McCartneyem, w której jeden z nich wpadł na pomysł piosenki, a drugi ją dopracowywał . McCartney od początku twierdził, że utwór ten był efektem współpracy wynikłej z pomysłu Lennona .
W Many Years From Now McCartney stwierdził, że „Day Tripper” była pomyślana jako piosenka o narkotykach, jako „ironiczna piosenka o człowieku, który… ten pomysł akceptuje tylko częściowo” . Przyznał też, że fragment she’s a big teaser pomyślany był jako aluzja do określenia prick teaser, oznaczającego kobietę uwodzącą mężczyzn, ale wycofującą się przed spełnieniem seksualnych obietnic .
Jak pisze krytyk muzyczny Ian MacDonald, piosenka:

…zaczyna się od zwykłego bluesa dwunastotaktowego w tonacji E, po czym nagle przechodzi w dwunastotaktowy w tonacji paralelnej (na przykład w refrenie), a na koniec wraca do B; to jeszcze jeden żart zespołu, który najwyraźniej uznał, że chce być znany z takich dowcipów.

W 1966 roku McCartney powiedział dla brytyjskiego czasopisma „Melody Maker”, że „Day Tripper” i nagrany trzy dni wcześniej utwór „Drive My Car” były „śmiesznymi piosenkami, złożonymi z dowcipów”.

## Nagranie
Piosenka została nagrana 16 października 1965 roku. Po nagraniu jej zespół The Beatles nagrał również podstawową partię rytmiczną piosenki „If I Needed Someone” .
Wersja, która ostatecznie znalazła się na płycie, zawiera kilka poważnych pomyłek technicznych, jednych z najpoważniejszych w karierze zespołu. W 110. sekundzie utworu (po słowach Tried to please her) partie gitary i tamburynu gwałtownie się urywają. Podobne problemy słychać również w 116. i 152. sekundzie , gdzie na taśmie-matce znalazło się niepotrzebnie zaśpiewane przez Johna słowo yeah, które personel techniczny nieudolnie wyciął w wersji produkcyjnej. W wersjach bootlegowych problem również występuje, jest nawet bardziej słyszalny jako urwana partia w miejscu, gdzie zapewne powinno nastąpić wyciszenie. Słychać w nich także błąd techniczny wynikający z przypadkowego nagrania fragmentu utworu na wcześniejszej ścieżce podczas rozruchu magnetofonu. Błędy te skorygowano w reedycji piosenki przygotowanej na potrzeby wydania albumu kompilacyjnego 1 (2000) i zremasterowanej wersji składanki Past Masters (2009).
W 1966 roku piosenka znalazła się na wydanym w Stanach Zjednoczonych albumie Yesterday and Today i brytyjskiej składance A Collection of Beatles Oldies. Utwór został później wydany także jako część kompilacji 1962–1966 (znanej także jako Czerwony Album), wydanej w 1973 roku.

## Teledysk
23 listopada 1965 The Beatles nagrali trzy różne teledyski do piosenki, wszystkie reżyserowane przez Joe McGratha. Materiał filmowy do tej, oraz kilku innych piosenek (w tym wydanego na drugiej stronie singla „We Can Work It Out”) miał trafić do różnych stacji telewizyjnych jako materiał zastępczy, do pokazania widzom w sytuacji, w której członkowie grupy The Beatles nie mogliby pojawić się w studio. Decyzja muzyków o tworzeniu własnych materiałów filmowych i rozsyłaniu ich do stacji telewizyjnych w celach promocyjnych była nowatorska jak na owe czasy. W pewnym sensie można ją uznać za wczesną wersję współczesnych teledysków: wiele lat później George Harrison żartobliwie zaznaczył, że The Beatles „wymyślili MTV”. Jeden z filmów nagranych w listopadzie 1965 roku został wydany jako część kompilacji wideo 1 z 2015 roku, a dwa zostały zawarte na trójpłytowej edycji albumu, zatytułowanej 1+.

## Inni wykonawcy
Jimi Hendrix nagrał dwie wersje piosenki, jedną z zespołem The Experience podczas BBC Sessions, a także wcześniejszą wersję z Curtisem Knightem. Piosenka trafiła również na płyty wielu innych wykonawców, m.in. Otisa Reddinga, Nancy Sinatry, Mae West, Herbiego Manna, Lulu, Anne Murray, Jamesa Taylora, Type O Negative, Whitesnake, Sergio Mendesa, Sandy Nelson, Mongo Santamarii, The Hollyridge Strings, Billy’ego Prestona, Iana Huntera, Randy’ego Californii, Geno Washingtona, José Feliciano, Cheap Trick, Booker T. and the M.G.’s, Ramseya Lewisa, Yellow Magic Orchestra i Electric Light Orchestra. Na swoim albumie z 1966 roku Blues Breakers with Eric Clapton, Eric Clapton wykorzystuje sam riff gitarowy z piosenki. Amerykański zespół Fever Tree w 1968 wydał swoją wersję piosenki kompilując ją razem z „We Can Work It Out” w jeden utwór na swoim debiutowym albumie. Na koncercie w 2009 roku Paul McCartney wykonał piosenkę w wersji solowej.

## Artyści
Według Iana MacDonalda :
- John Lennon – wokal (double tracking), gitara rytmiczna, gitara wiodąca (solo)
- Paul McCartney – wokal (wspólnie z Lennonem), gitara basowa
- George Harrison – gitara wiodąca
- Ringo Starr – perkusja, tamburyn